# Siegfähre

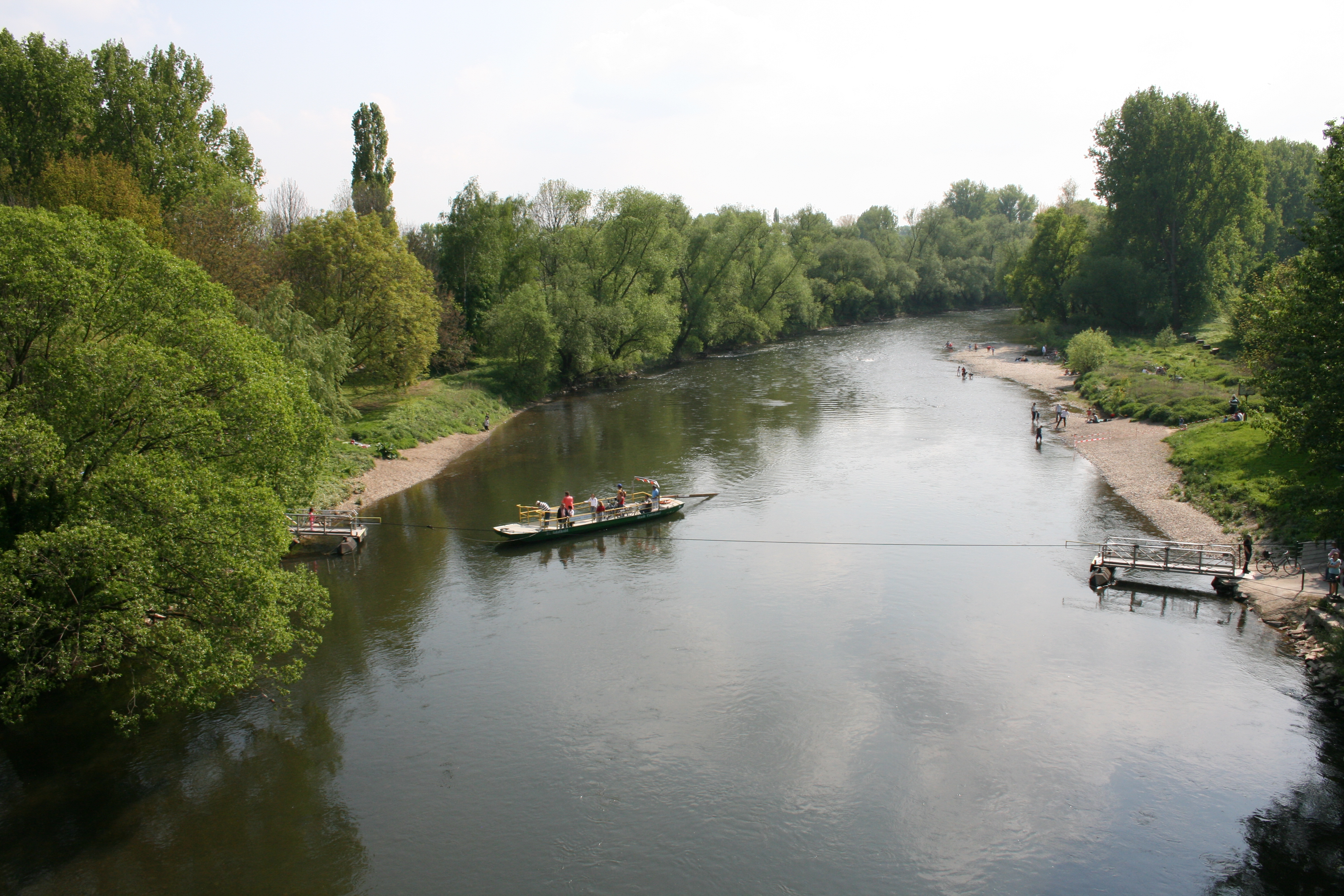
Siegüberquerung per Gierfähre bei Troisdorf-Bergheim (2009)

Die Siegfähre über die Sieg zwischen Bergheim (einem Ortsteil von Troisdorf) und Geislar (einem Ortsteil von Bonn-Beuel) nahe ihrer Mündung in den Rhein ist die einzige Fähre über den Fluss und eine der ältesten noch in Betrieb befindlichen Einmann-Gierfähren Deutschlands.

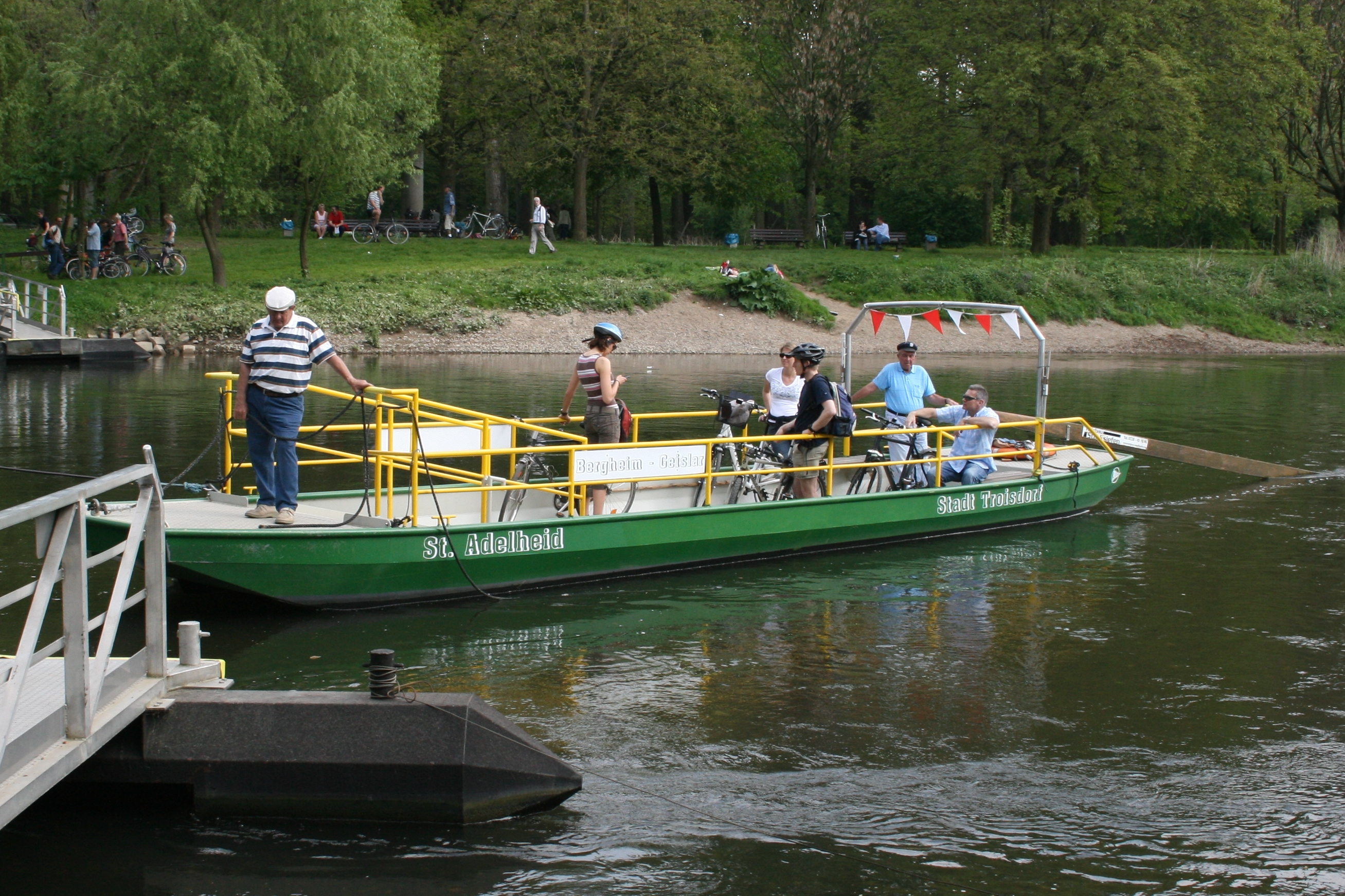
Siegfähre St. Adelheid (2009)

Die ursprünglich zum Fährbetrieb genutzten Holzkähne wurden inzwischen durch moderne Fahrzeuge in Metallbauweise ersetzt. Seit August 2005 kommt ein moderner Fährkahn mit dem Namen St. Adelheid (benannt nach Adelheid von Vilich) zum Einsatz, dessen Rumpf aus doppelwandigem Aluminium besteht. Er kann 20 Personen oder circa 10 Personen mit Fahrrädern befördern. Die Fähre wurde in der wenige Kilometer entfernten Lux-Werft in Mondorf gebaut und von der Stadt Troisdorf sowie mit Hilfe privater Sponsoren finanziert. Der dunkelgrün lackierte Rumpf ist an Steuerbord mit der Beschriftung „Stadtbezirk Beuel“ versehen, auf Backbord steht „Stadt Troisdorf“ zu lesen.

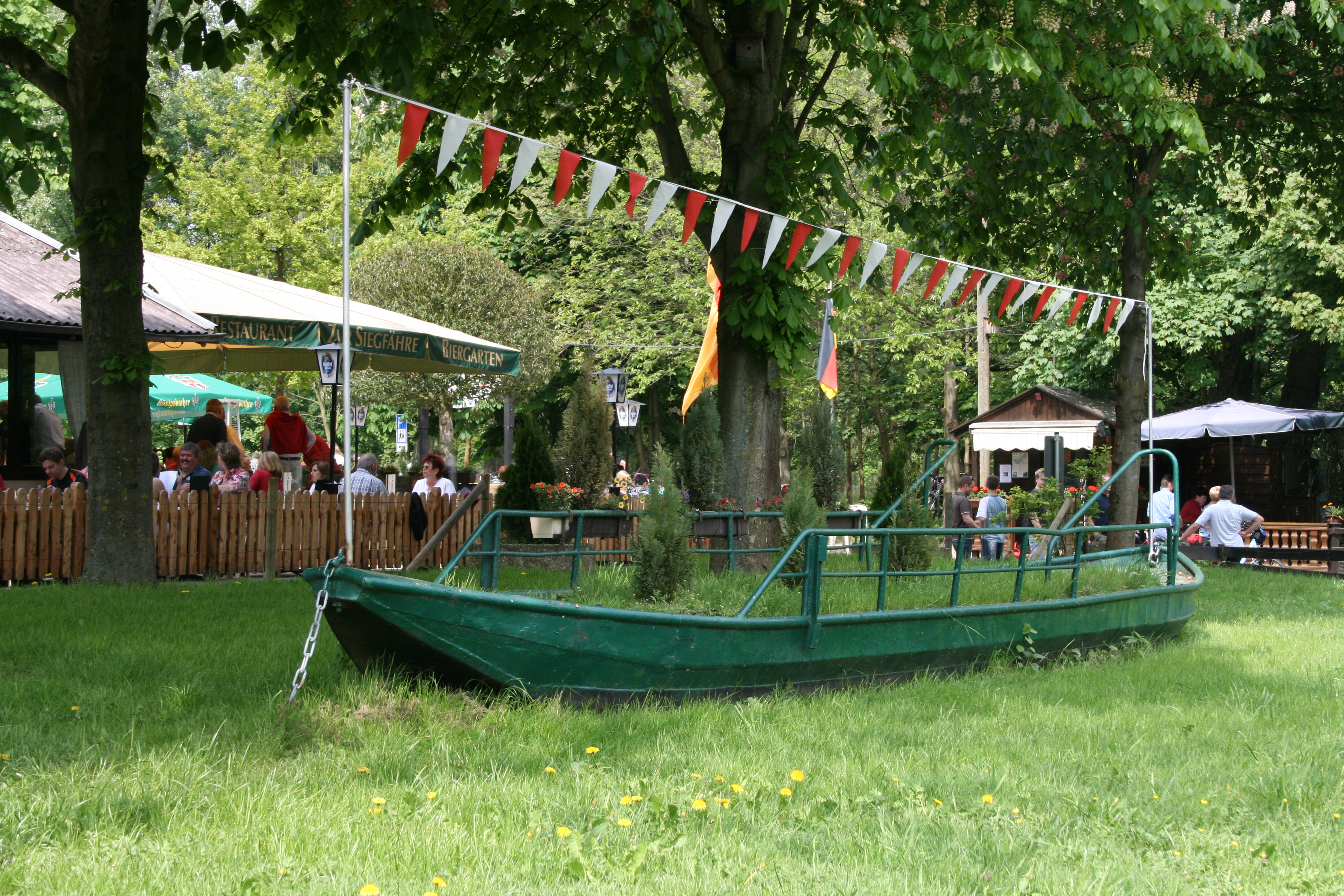
Die ehemalige Fähre Sieglinde vor dem Ausflugslokal „Zur Siegfähre“

Das letzte Vorgängermodell, eine stählerne Gierponte (Sieglinde getauft), war 57 Jahre in Betrieb und dient nun an Land als Pflanzkübel. Sie ist vor dem Ausflugslokal „Zur Siegfähre“ zu besichtigen, das sich seit den 1920er Jahren direkt am Bergheimer Flussufer befindet.
Die umweltfreundliche, weil emissionslose Verkehrsverbindung funktioniert mit Hilfe der Strömungskraft, die zusammen mit einem großen Heckruder dafür sorgt, dass die Fähre an einem quer über den Fluss gespannten Drahtseil (Scharseil) entlang gleitet. Dazu ist das Boot mit einem Seil (Giertau) und einer daran befestigten Rolle mit dem Scharseil verbunden. Bei niedrigem Wasserstand und geringerer Strömungsgeschwindigkeit kann der Fährmann zur Unterstützung oder zum Wechseln des Anstellwinkels der Fähre mittels einer Stake eingreifen.
Die Fahrt dauert circa 1½ Minuten und kostet 50 Cent pro Erwachsenen oder Fahrrad, 30 Cent je Kind. Der Fährbetrieb wird in der Regel von Ostern bis zum Tag der Deutschen Einheit in der Zeit von morgens 09:30 Uhr bis 20:00 Uhr und sonntags auch schon ab 09:00 Uhr aufrechterhalten.

## Geschichte

Siegniederung um 1777

Zwischen den Ufern der Sieg, einem rechtsrheinischen Mittelgebirgsfluss in Nordrhein-Westfalen, waren seit Jahrhunderten Personenfähren in Gebrauch.
Die letzte verbliebene Einmann-Personenfähre verbindet die Städte Bonn (Stadtbezirk Beuel/Ortsteil Geislar) und Troisdorf (Ortsteil Bergheim) miteinander.
Im Rahmen einer weitreichenden Begradigung des Sieglaufes wurde 1777 die „Bergheimer Fähre“ („Berchemer Fahr“ im örtlichen Dialekt) an ihre heutige Stelle verlegt. Ursprünglich führte die Sieg direkt am Ort vorbei. Die Fährrechte hatte von 1777 bis zur Säkularisation in 1804 das Stift Vilich; seitdem liegen sie in staatlicher Hand und werden nun von der Stadt Troisdorf und der Stadt Bonn wahrgenommen.
Im 18. und 19. Jahrhundert wurde die Fähre zumeist von Bergheimer Fischern betrieben. Deren alte Fischereibruderschaft Bergheim ist bis heute die alleinige Inhaberin der Fischereirechte. Sie wurden jeweils vom Vater an den Sohn vererbt. Die Tradition der rund 400 – inzwischen weltweit verstreuten – Fischereibrüder wird im nahe gelegenen Fischereimuseum Bergheim gewahrt.

## Landschaft

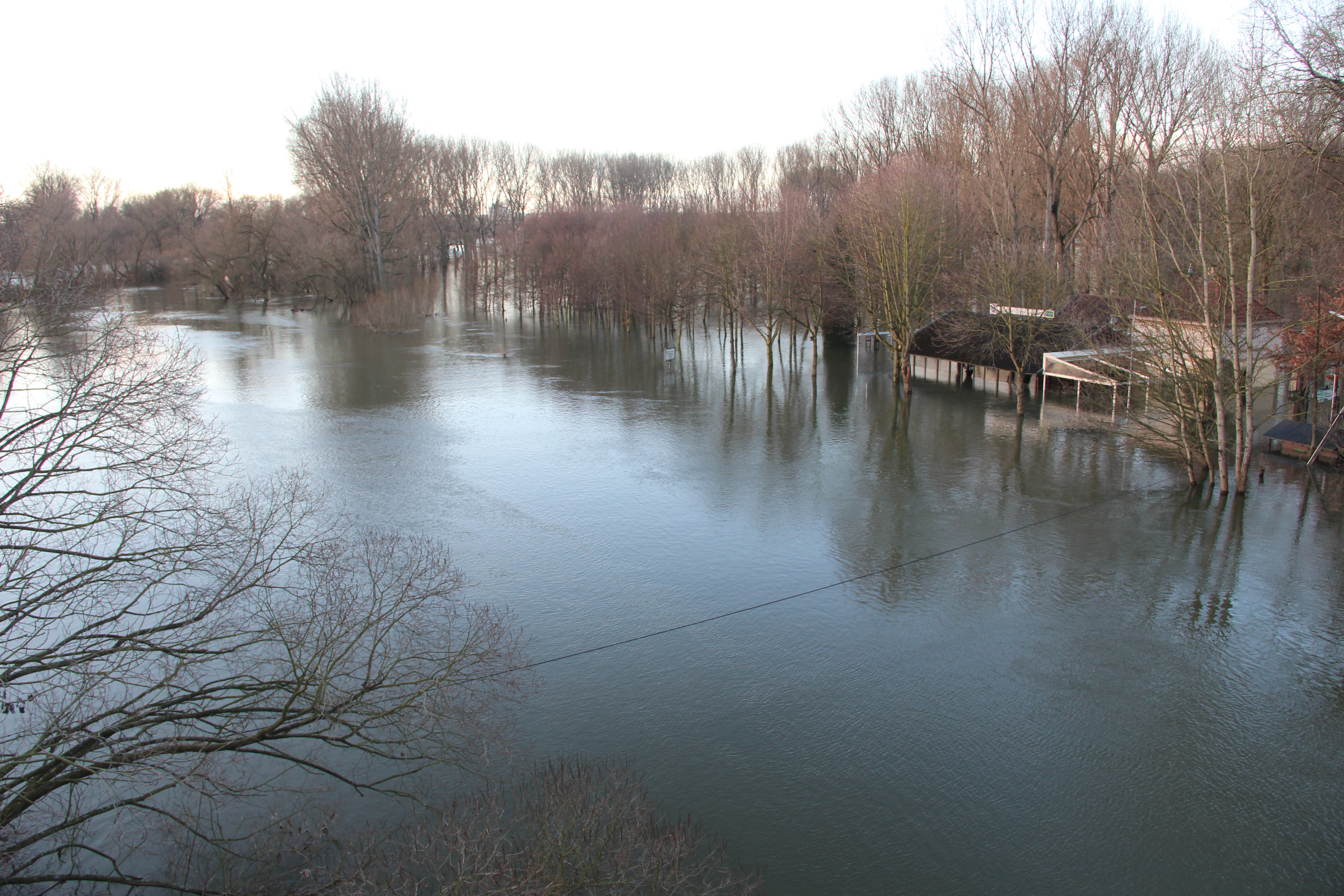
Hochwasser im Dezember 2012

Die Siegauen mitsamt dem restlichen Auenwald sind seit 1986 mit einer Fläche von circa 450 Hektar als Naturschutzgebiet ausgewiesen. 240 teilweise seltene Vogelarten wurden dort gezählt. Deren Schutz sowie der Erhalt von Lebensraum als natürliches Überschwemmungsgebiet ist unter anderem das Ziel des hierzu vom Rhein-Sieg-Kreis erstellten „Landschaftsplans Siegmündung“.
Mehrere Rad- und Fußwanderwege führen an der Sieg entlang. Teile der Siegauen mitsamt dem Mündungsgebiet werden als Naherholungsgebiet „Untere Sieg“ bezeichnet. Der Haupt-Radweg ist Teil des Radfernwegs „Erlebnisweg Rheinschiene“.
Der Fluss darf nicht mit Motorbooten befahren werden. Im streng begrenzten Erholungsbereich des Naturschutzgebietes rund um die Fähranleger dürfen jedoch Schlauchboote und Luftmatratzen benutzt werden; das Schwimmen und Tauchen im Fluss ist dort auf eigene Gefahr gestattet.